# Bartolomej
Bartolomej je moško osebno ime. V Sloveniji je dosti bolj razširjena različica Jernej.

## Slovenske različice
- moške različice imena: Bartol, Bartolo, Jernej, Arnej, Arne, skrajšano Nejc
- ženske različice imena: Jerneja, skrajšano Neca, Neja, Nejka

## Priimki, nastali iz imena
Oblika Bartolomej se pojavlja večinoma v starejših virih, danes pa je razen omenjene oblike Bartol prepoznavno še v priimkih. Iz imena Jernej in njegovih oblik so nastali priimki Arne, Arnečič, Arnejc, Arnejčič, Arnejšek, Jerne, Jernečič, Jernej, Jernejc, Jernejčič, Jernejec, Jernejšek ter Bartel, Bartelj, Bartol, Bartolj, Brtoncelj, Paternež, Patrnoš.

## Tujejezikovne različice
- Angleško: Bartholomew, Bart
- Armensko: Բարթողիմէոս [Partoghimeos]
- Češko: Bartoloměj
- Dansko: Bartolomæus
- Finsko: Perttu
- Francosko: Barthélemy
- Grško: Βαρθολομαίος [starogrška izgovorjava: Bartholomeos, novogrška izgovorjava: Vartholomeos]
- Hrvaško: Bartolomej, Bartol
- Irsko: Bairtliméad ali Parthálan
- Italijansko: Bartolomeo
- Katalonsko: Bartomeu
- Latinsko: Bartolomaeus
- Latvijsko: Bartlomejs
- Madžarsko: Bertalan
- Nemško: Bartolomäus
- Nizozemsko: Bartolomeüs
- Norveško: Bartolomeus
- Poljsko: Bartłomiej, Bartosz
- Portugalsko: Bartolomeu
- Romunsko: Bartolomeu
- Rusko: Варфоломей [Varfolomej]
- Slovaško: Bartolomej
- Srbsko: Вартоломеј [Vartolomej]
- Škotsko: Pàrlan
- Špansko: Bartolomé
- Švedsko: Bartolomaios, Bartolomeus

## Izvor in pomen imena
Ime izhaja iz latinskega Bartolomaeus in grškega Βαρθολομαιος (Bartholomáios) preko aramejskega Bar Talmaj, kar pomeni »sin Talmaja«.

## Pogostost imena
Po podatkih Statističnega urada Republike Slovenije na dan 31. decembra 2007 v Sloveniji ni bilo  moških oseb z imenom Bartolomej, ali pa je bilo število nosilcev tega imena manjše kot 5.

## Slavni nosilci imena
Apostol Jernej - Jurij Bartolomej Vega - Jernej Kopitar - Jernej Šugman - Jernej (Nejc) Zaplotnik - Bartol Kocuvan

## Osebni praznik
V koledarju je ime  Bartolomej zapisano pri imenu Jernej; god praznuje 24. avgusta.